# Johann Halcke
Johann Halcke (Auch: Johannes Halcke), genannt „der Harrende“ (* um 1665; † 15. September 1735 in Uetersen) war ein deutscher Autor, Mathematiker, Schreib- und Rechenmeister.
Er war der Bruder von Paul Halcke (Halcken), ebenfalls ein Schreib- und Rechenmeister und war seit 1690 Mitglied der Hamburgischen Kunst-Rechnungs lieb- und übenden Societät, heute die Mathematische Gesellschaft in Hamburg. Um 1700 war Halcke bestallter Schreib- und Rechenmeister zu Dänemark, Norwegen und Holstein unter König Friedrich IV. Zur gleichen Zeit war er dänischer Kalenderschreiber in den Herzogtümern und von 1700 bis 1736 Verfasser des Schleswig-holsteinischen Kalenders. 1734 verfasste Halcke den ersten Königlich-dänischer Hof- und Staatskalender, ein Staatshandbuch der dänischen Monarchie. Des Weiteren verfasste er mehrere Lehrbücher, die ihn über die Landesgrenzen hinaus bekannt machten.

## Werke (Auswahl)
- Deliciæ Mathematicæ, oder Mathematisches Sinnen-Confect/: Bestehend in Fünffhundert vier und siebentzig auserlesenen/ zum Theil gar Kunstreichen Algebrai- Geometri- und Astronomischen Auffgaben/ mit vielen künstlichen Solutionen und Reguln gezieret/ insonderheit einer curieusen Erfindung der Logarithmorum, von der Qvadratura Circuli ... und andern Sinnreichen-Sachen mehr; Nebst einer Vorbereitung/ darinn die Algebraischen Fundamenta, wie auch die grundrichtigste Regeln der Qvadrat- Cubic- und Zens-Zensi-Coss gezeiget werden (Wolgemuht, 1719) – 382 Seiten.
- Verbesserte Königl. Schleßwig-Hollsteinischer Cantzeley- und Contoir Schreib-Calender, Auf das 1708. Jahr Christi, Abermahl herausgegeben (Reymers, 1708).